# Africoribates evansi
Africoribates evansi är en kvalsterart som beskrevs av Balogh 1959. Africoribates evansi ingår i släktet Africoribates och familjen Humerobatidae. Inga underarter finns listade i Catalogue of Life.